# Сад Сатургуса
Сад Сатургуса (нем. Saturgus garten) — один из парков Кёнигсберга. До настоящего времени не сохранился. Располагался в районе нынешнего спорткомплекса «Юность». 

## История
Купец Сатургус от своей матери унаследовал сад, тянущийся до реки Прегель. В 1753 году Сатургус выстроил в нём дом и создал парк. После его смерти в 1754 году, наследники устроили в доме кабинет природы, хранителем которого в 1766 году был Иммануил Кант.
В 1784 году кабинет природы попал на аукцион, часть его стала основой зоологического музея. По одним источникам парк в 1803 году пострадал от пожара и уже никогда не возродился. Другой источник сообщает, что после пожара часть парка сохранилась до 1811 года и на его основе был создан Ботанический сад Кенигсбергского университета.

## Достопримечательности
В саду находились оранжерея, птичник и зверинец. Были красивые домики и беседки. В одном из домов находилась кунсткамера (кабинет природы). В саду росли многочисленные цветы, плодовые деревья, его стены прикрывались персиковыми и абрикосными шпалерами. Парк был украшен скульптурами в стиле рококо, лабиринтом, фигурно стрижеными деревьями, многочисленными фонтанами, вода для которых качалась насосами из канала в накопительный свинцовый бассейн, находившейся на верху специальной башни.